# Võrtsjärv
Võrtsjärv is een meer in het zuiden van Estland met een oppervlakte van 270 km². Het ligt in de provincies Viljandimaa, Tartumaa en (een klein deel van) Valgamaa. Het is het op een na grootste meer van het land, na het Peipusmeer. Het meer heeft een diepte van maximaal zes meter en is gemiddeld 2,7 meter diep. Het ligt op een hoogte van 33,7 meter boven zeeniveau en de kustlijn is 96 kilometer lang. De kustlijn is moerassig in het zuiden en zanderig in het noorden.
Vanaf het meer loopt de rivier de Emajõgi naar het Peipusmeer. Het meer wordt gevoed door de rivieren Väike Emajõgi, Õhne, Rõngu, Tänassilma en Tarvastu.
Het stroomgebied van het meer bestond al voor de laatste ijstijd, maar de huidige vorm ontstond pas in in het vroege Holoceen. Het meer wordt voor het eerst vermeld in de Kroniek van Hendrik van Lijfland (ca. 1229) waarin het Worcegerwe wordt genoemd.
Het meer speelt een rol in de verhalen rond Barbara von Tisenhusen.

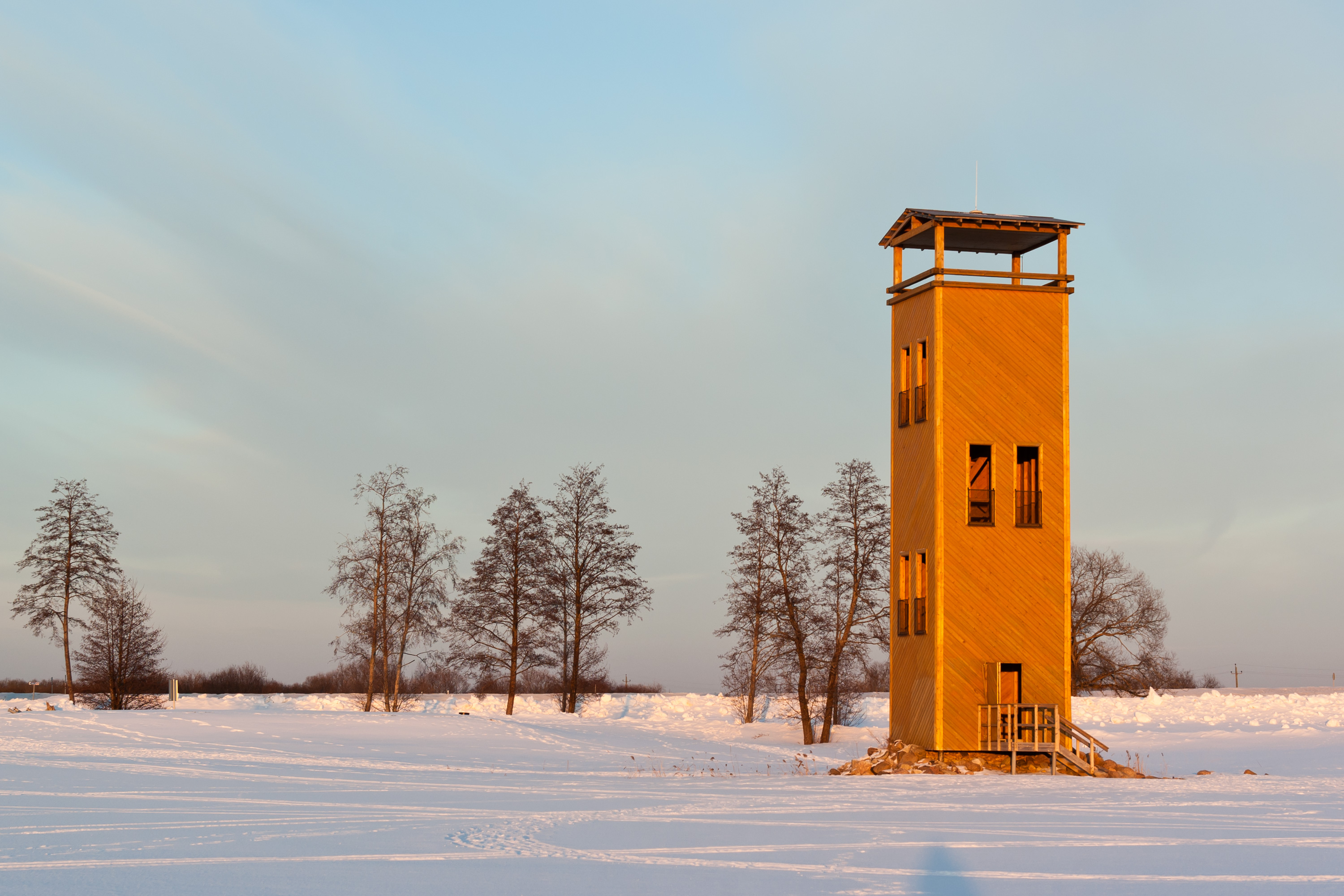
Uitkijktoren aan de noordkust van het meer